# Guerau de Liost
Guerau de Liost, pseudonimo di Jaume Bofill i Mates (Olot, 1878 – Barcellona, 1933), è stato un poeta, politico e giornalista spagnolo.
Laureatosi a Barcellona in diritto e lettere. Pubblicò vari scritti di impronta nazionalista, come La llengua catalana e l'Ajuntament de Barcelona (1916) e L'altra concòrdia (1930). Aderì alla corrente poetica catalana del noucentisme, scrivendo diverse poesie, quali La Muntanya d'ametistes (1908, in seguito revisionata e ripubblicata con qualche modifica nel 1933), Selvatana amor (1920), Ofrena rural (1926), Somnis (1913), Sàtires (1927), La ciutat d'ivori (1918). Inoltre realizzò opere saggistiche quali Notes a l'esperit de Sant Francesc (1927) e L'afalac franciscà (1928). Nel 1978 uscì la raccolta di poesie Sàtires clericals, che de Liost non aveva voluto pubblicare quando era in vita.